# Plénise
Plénise település Franciaországban, Jura megyében. Lakosainak száma 63 fő (2022. január 1.). Plénise Chapois, Esserval-Tartre, Onglières, Plénisette és Mièges községekkel határos.

## Népesség
A település népességének változása:
| Lakosok száma | 87   | 54   | 55   | 52   | 59   | 62   | 62   | 62   | 62   | 63   |
|               | 1968 | 1982 | 1990 | 2006 | 2013 | 2015 | 2017 | 2019 | 2020 | 2022 |